# Martín Demichelis
Martín Gastón Demichelis (n. 20 decembrie 1980, Justiniano Posse⁠(d), Provincia Córdoba, Argentina) este un fotbalist argentinian și italian liber de contract, care joacă pe post de fundaș central. Pe plan internațional, are prezențe la națională pentru Argentina.

## Palmares
River Plate
- Campionatul Argentinei (2): 2002, 2003

Bayern München
- Campionatul Germaniei (4): 2004–05, 2005–06, 2007–08, 2009–10
- Cupa Germaniei (4): 2005, 2006, 2008, 2010
- Supercupa Germaniei (2): 2004, 2007
- DFL-Supercup (1): 2010

Manchester City
- Premier League: 2013–14
- Football League Cup: 2013–14

## Statisticile carierei
| Club            | Sezon         | Ligă    | Ligă   | Cupă    | Cupă   | Europa  | Europa | Total   | Total  |
| Club            | Sezon         | Meciuri | Goluri | Meciuri | Goluri | Meciuri | Goluri | Meciuri | Goluri |
| --------------- | ------------- | ------- | ------ | ------- | ------ | ------- | ------ | ------- | ------ |
| River Plate     | 2001–02       | ?       | ?      | 0       | 0      | 0       | 0      | ?       | ?      |
| River Plate     | 2002–03       | ?       | ?      | 0       | 0      | 0       | 0      | ?       | ?      |
| River Plate     | Total         | 51      | 1      | 0       | 0      | 0       | 0      | 51      | 1      |
| Bayern München  | 2003–04       | 14      | 2      | 2       | 0      | 0       | 0      | 16      | 2      |
| Bayern München  | 2004–05       | 23      | 0      | 4       | 0      | 5       | 0      | 32      | 0      |
| Bayern München  | 2005–06       | 27      | 1      | 4       | 0      | 8       | 2      | 39      | 3      |
| Bayern München  | 2006–07       | 26      | 3      | 2       | 0      | 6       | 0      | 34      | 3      |
| Bayern München  | 2007–08       | 28      | 1      | 4       | 0      | 10      | 0      | 42      | 1      |
| Bayern München  | 2008–09       | 29      | 4      | 3       | 0      | 8       | 0      | 40      | 4      |
| Bayern München  | 2009–10       | 21      | 1      | 4       | 0      | 8       | 0      | 33      | 1      |
| Bayern München  | 2010–11       | 6       | 1      | 1       | 0      | 2       | 0      | 9       | 1      |
| Bayern München  | Total         | 174     | 13     | 24      | 0      | 47      | 2      | 245     | 15     |
| Málaga          | 2010–11       | 18      | 1      | 1       | 0      | 0       | 0      | 19      | 1      |
| Málaga          | 2011–12       | 35      | 2      | 4       | 1      | 0       | 0      | 39      | 3      |
| Málaga          | 2012–13       | 31      | 4      | 3       | 0      | 11      | 1      | 45      | 5      |
| Total           | 84            | 7       | 8      | 1       | 11     | 1       | 103    | 9       |        |
| Manchester City | 2013–14       | 24      | 2      | 4       | 0      | 4       | 0      | 32      | 2      |
| Manchester City | 2014–15       | 21      | 1      | 0       | 0      | 7       | 0      | 28      | 1      |
| Manchester City | Total         | 45      | 3      | 4       | 0      | 11      | 0      | 33      | 3      |
| Total carieră   | Total carieră | 354     | 24     | 36      | 1      | 69      | 3      | 459     | 28     |

### Goluri internaționale
| #  | Data               | Stadion                                        | Oponent   | Scor  | Rezultat | Competiție         |
| -- | ------------------ | ---------------------------------------------- | --------- | ----- | -------- | ------------------ |
| 1. | 11 septembrie 2007 | Melbourne Cricket Ground, Melbourne, Australia | Australia | 1 – 0 | 1 – 0    | Amical             |
| 2. | 22 iunie 2010      | Peter Mokaba Stadium, Polokwane, Africa de Sud | Grecia    | 1 – 0 | 2 – 0    | Cupa Mondială 2010 |